# Dinopithecus ingens
 Dinopithecus ingens — викопний вид приматів з родини Мавпові (Cercopithecidae). Це був велетенський павіан, самці сягали 152 см заввишки, самиці були меншими, 122 см заввишки. Мешкала мавпа у пліоцені (5 млн років тому) у Африці. Ймовірно, що вид дожив до плейстоцену. Скам'янілі рештки виду знайдені у відкладеннях формування Матабаєту в Ефіопії. Описаний по часткових рештках черепа та зубах.

## Назва
Dinopithecus ingens перекладається як «Величезна страшна мавпа».

## Спосіб життя
При реконструкції Dinopithecus, дослідники зазвичай порівнюють його з сучасними бабуїнами. Як і сучасні бабуїни, Dinopithecus ймовірно, жив у групах, які сягали до кількох десятків осіб. Ці групи постійно
знаходиться в русі, щоб знайти потрібну кількість їжі. Раціон включає фрукти, горіхи і коріння з різних рослин. Однак у 2006 році Брайан Картер зазначив, що будова зубів Dinopithecus вказує на велику кількість трави у раціоні. Цілком можливо, що Dinopithecus доповнював раціон також
шляхом полювання на тварин, таких як безхребетні, риби, ящірки, птахи і ссавці.